# Sistema APUD

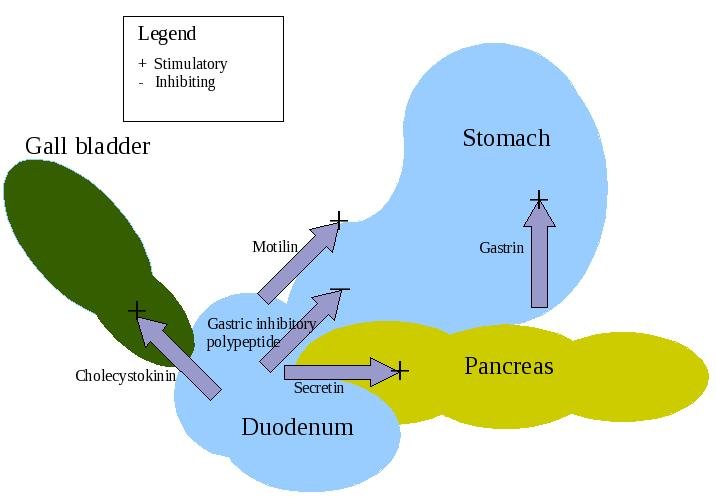
Acción de las principales hormonas digestivas secretadas por las células APUD.

El sistema APUD o células APUD es un sistema hormonal paralelo al sistema endocrino, cuya  producción hormonal no proviene de glándulas, sino de células epiteliales aisladas, que existen en el intestino, corazón, estómago y pulmón, que se denominan células enterocromafines que pertenecen al Sistema Endócrino Difuso (en inglés DES).
El nombre APUD es derivado del acrónimo inglés  Amine Precursor Uptake Decarboxylation, que podría traducirse como "Captación y Descarboxilación de Precursores de grupos Amino". 
Se trata de un término que se mantiene en los libros de Patología, pese a que algunos de sus principios demostraron ser incorrectos.

## Historia
En 1906, Carmèlo Ciaccio observó que unas "células claras" que presentaban una gran afinidad por las tinciones con sales de plata, y las nombró de acuerdo a esa característica histológica como argentafines y células enterocromafines.

En 1914 Claude Pierre Masson postuló que esas “células claras” dispersas, descritas en el tracto gastrointestinal, formaban parte de una sola "unidad funcional".

En 1938, Friedrich Feyrter observó que las “células claras” aparecían a lo largo del  epitelio, entre las glándulas mucosas del ducto pancreático, concluyó que el sistema endocrino humano no solo estaba compuesto por órganos epiteliales compactos, sino que también incluía células endocrinas dispersas por todo el organismo, formado "órganos endocrinos difusos".

En 1966 Anthony Pearse, agrupó bajo el acrónimo A.P.U.D, (Amine Precursor Uptake and Decarboxylation) a más de cuarenta tipos diferentes de células (incluidas las células claras) capaces de procesar aminas biológicas y producir péptidos.

En 2007, las células con función APUD, ya eran clasificadas en los  textos de histología, como células enteroendocrinas, integrantes de un "Sistema Neuro-endocrino Difuso" más amplio.

El concepto de un sistema "Neuroendocrino difuso" (DNES en inglés) evolucionó a medida que las técnicas de inmunohistoquímica, reemplazaron a las tinciones convencionales, demostrando ser superiores para visualizar y caracterizar estas células. 
 
El sistema Neuroendocrino Difuso, incluye células especializadas de distinto origen embriológico, que forman parte de estructuras funcionales tan diferentes como el tracto digestivo, el páncreas, el aparato respiratorio, la hipófisis y la médula adrenal.

## Características
Cada epitelio, como sistema APUD, se diferencia en el tipo de hormona que secreta. Estas células tienen tres características comunes:
- Sintetizan polipéptidos con carácter hormonal.
- Captan aminas y las descarboxilan.
- Sus gránulos de secreción se tiñen con sales de cromo y de plata.

### Microarquitectura
Las células APUD fueron conocidas durante mucho tiempo como "células claras" en los tejidos teñidos con hematoxilina-eosina.

Las vesículas de secreción de las células APUD, muestran afinidad por la tinción con  sales de plata y conforman las células argentafines y las células argirófilas.

## Patología
Las células APUD en ocasiones degeneran en tumores llamados neuroendócrinos o 
"APUDomas" que se caracterizan por sintetizar polipéptidos con actividad hormonal. Los tumores neuroendocrinos pueden elaborar niveles de hormonas más altos de los normales, lo que puede ocasionar síntomas diversos. Estos tumores pueden ser benignos o malignos.